# Овсієнко Анатолій Васильович
Анатолій Васильович Овсієнко (13 квітня 1940, с. Ставки — 6 жовтня 2005, м. Вугледар,) — український поет, гуморист, письменник. Член Національної спілки письменників України (2000).

## Біографія
Анатолій Васильович Овсієнко народився 13 квітня 1940 року в селі Ставки Радомишльського району Житомирської області, у селянській родині. Мав шістьох братів, найвідоміший з яких — Василь Овсієнко, громадський діяч, дисидент, та трьох сестер.
Після закінчення десятирічної школи, у 1958 році виїхав на Донеччину, де працював у Торезі на електротехнічному заводі, а потім на шахті Донбасу. Служив у армії. У 1964 році закінчив Житомирське медичне училище і працював за фахом зубного лікаря на Черкащині, а також в селі Межиричі Канівського району. З 1965 року — знову на Донеччині: продовжував свою трудову діяльність за фахом у селі Павлівці Мар'їнського району.

## Творчість
У 1987 році після хвороби втратив зір, і, як інвалід першої групи, працював на спеціалізованому підприємстві УГОС міста Донецька. Тоді ж почав писати — гуморески, сатиричні вірші, які публікувалися в українській пресі. У 1997 році видавництво «Донбас» випустило у світ першу збірку Анатолія Овсієнка — «Сміхота та й годі». Саме за цю книгу А.Овсієнка  в 2000 році було прийнято до Національної спілки письменників України.
Написав ще три книги: «Торба сміху» (2000), «Грішне діло» (2002) та «Чудасія» (2004).
Помер 6 жовтня 2005 року, похований у Вугледарі.

## Пам'ять
28 серпня 2009 року відкрито меморіальну дошку на честь  А. В. Овсієнко у м. Вугледар за адресою 13 Десантників 3.
В 2019 році Вугледарська міська публічна бібліотека виграла конкурс від Міністерства культури України «Малі міста — великі враження» з проєктом «Літературно-меморіальний простір "Анатолій Овсієнко. Зцілення сміхом"».
Завдяки реалізації проекту на будинку, де жив і творив Анатолій Овсієнко з’явився мурал за мотивами його творів та літературний простір з лавами, ліхтарями-парасольками та розкритою книгою з цитатою автора. Була перевидана збірка творів автора та вперше видано його збірку шрифтом Брайля.

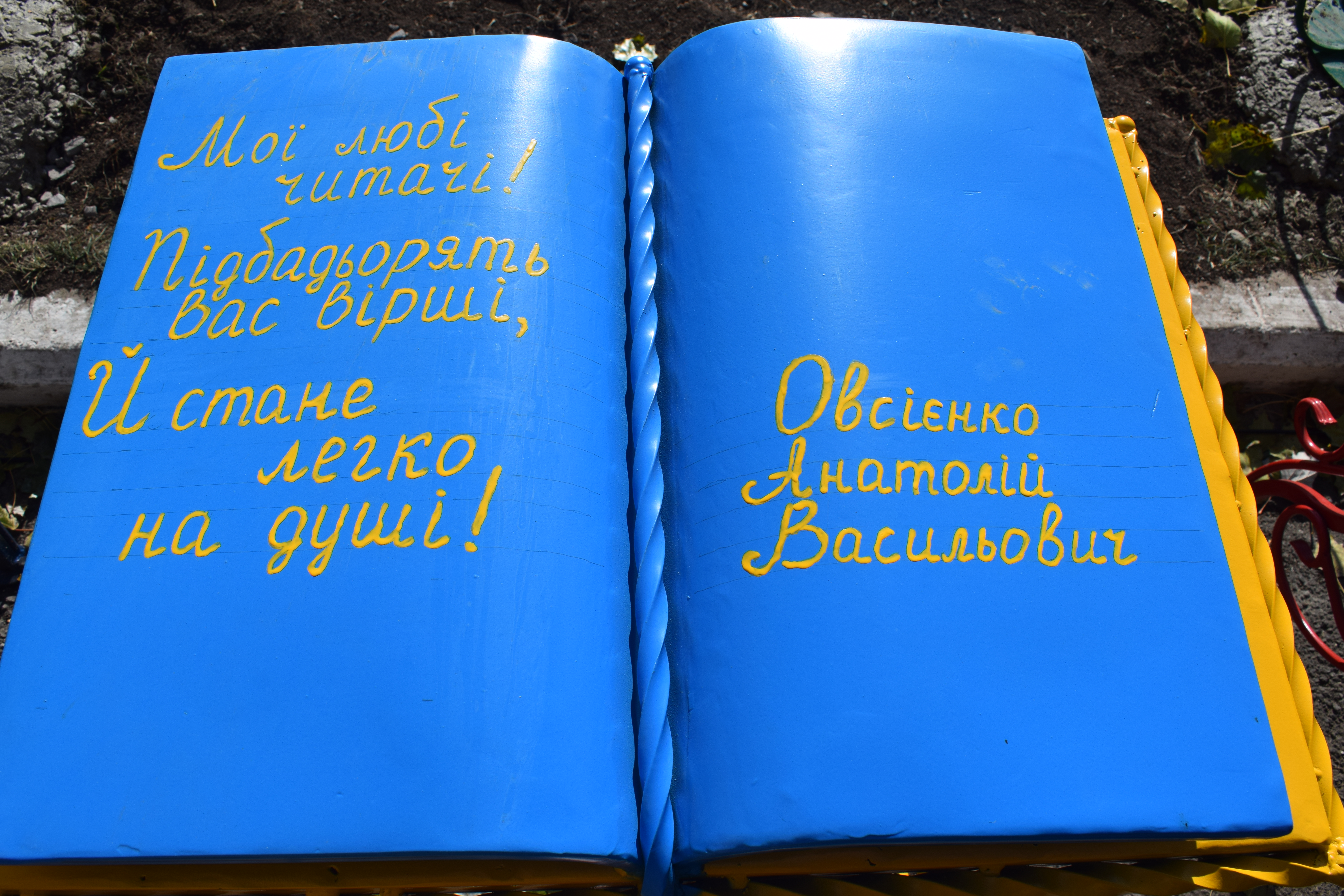
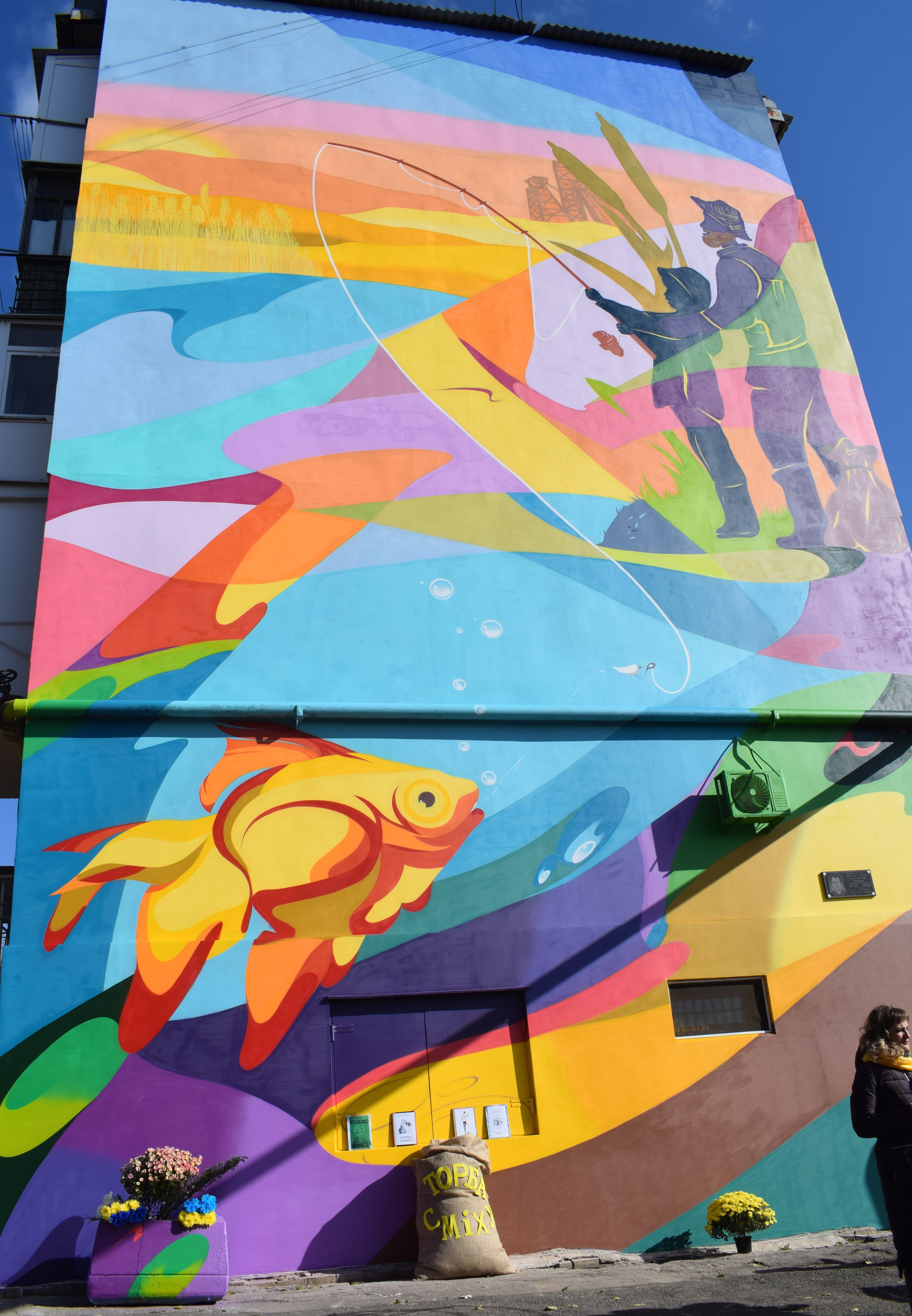
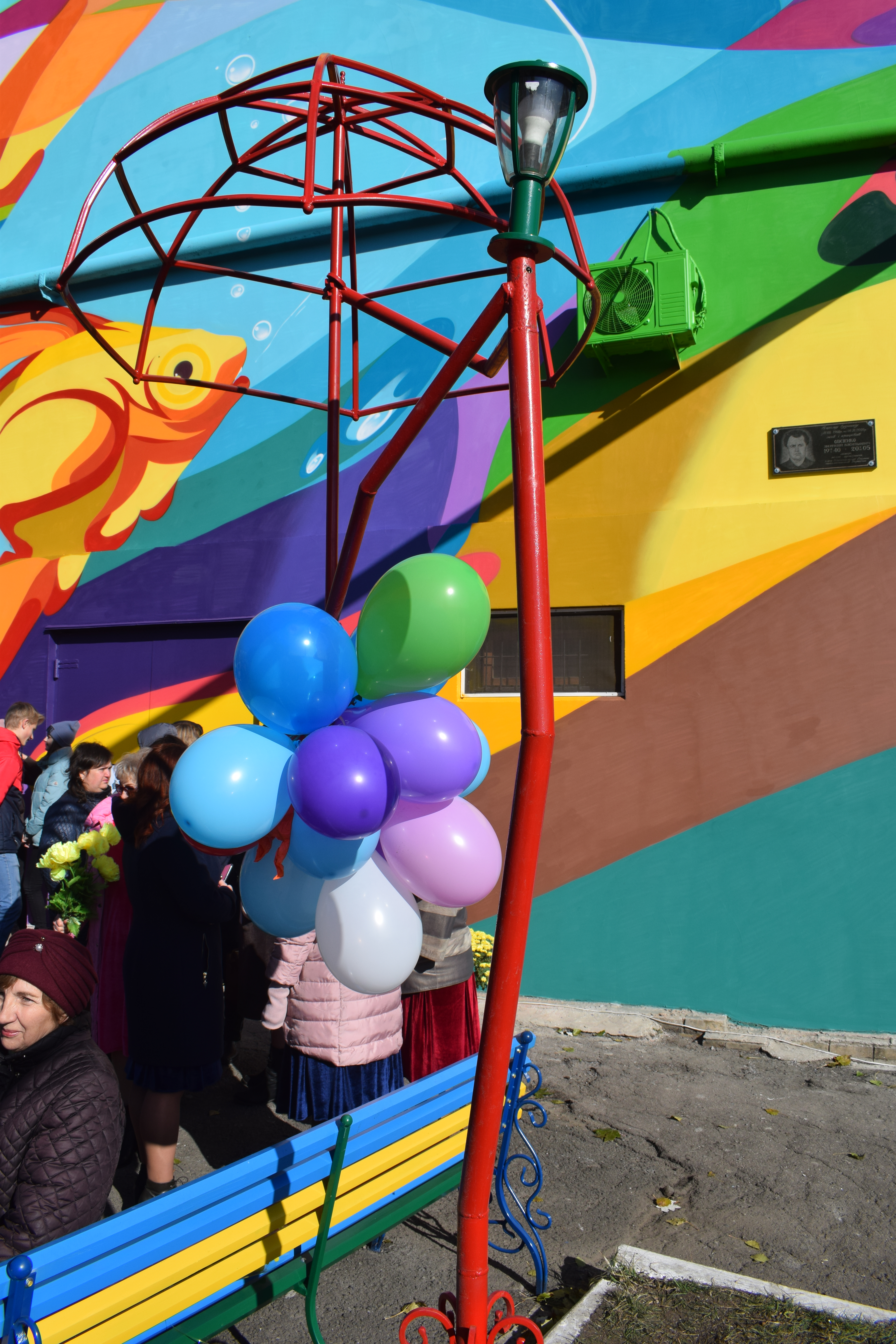

## Книги
- Овсієнко А.В. Сміхота, та й годі : гумор, сатира. — Донецьк : Донбас, 1997. — 156 с.
- Овсієнко А.В. Торба сміху : гуморески і байки. — Донецьк : КП «Регіон», 2000. —152 с.
- Овсієнко А.В. Грішне діло : гумор та сатира. — Донецьк : Національна спілка письменників України ; журнал «Донбас», 2002. —140 с.
- Овсієнко А.В. Чудасія : гумор та сатира. — Донецьк : Національна спілка письменників України, журнал «Донбас», 2004. — 170 с.
- Овсієнко А. В. Зцілення сміхом : усі гуморески в одній збірці. — Харків : ФОП Панов А. М., 2019. — 500 с. ISBN 978-617-7771-74-5